# Wintel
Cet article court présente un sujet plus développé dans : Compatible PC.
Wintel est un mot-valise issu de Windows et Intel,. Il se réfère aux ordinateurs personnels utilisant les processeurs Intel compatibles x86 fonctionnant sous Microsoft Windows,.